# Bysjön (Rättviks socken, Dalarna, 675758-146146)
Bysjön är en sjö i Rättviks kommun i Dalarna och ingår i Dalälvens huvudavrinningsområde. Sjön har en area på 0,141 kvadratkilometer och ligger 219 meter över havet. Sjön avvattnas av vattendraget Ammtjärnsån. Vid provfiske har abborre, gädda, mört och ruda fångats i sjön.

## Delavrinningsområde
Bysjön ingår i det delavrinningsområde (675842-146156) som SMHI kallar för Utloppet av Bysjön. Medelhöjden är 232 meter över havet och ytan är 2,38 kvadratkilometer. Det finns inga avrinningsområden uppströms utan avrinningsområdet är högsta punkten. Ammtjärnsån som avvattnar avrinningsområdet har biflödesordning 2, vilket innebär att vattnet flödar genom totalt 2 vattendrag innan det når havet efter 300 kilometer. Avrinningsområdet består mestadels av skog (71 procent), öppen mark (12 procent) och jordbruk (12 procent). Avrinningsområdet har 0,14 kvadratkilometer vattenytor vilket ger det en sjöprocent på 5,7 procent.